# Eberhard Ahrens
Eberhard Ahrens (* 13. Januar 1892 in Wetter (Ruhr); † 29. Juni 1945 in Malente) war ein deutscher Sanitätsoffizier in drei Marinen.

## Leben
Ahrens trat als Einjährig-Freiwilliger am 1. April 1911 in das Kaiser Franz Garde-Grenadier-Regiment Nr. 2. Nach einem halben Jahr zur Reserve beordert, studierte er an der Kaiser-Wilhelms-Akademie für das militärärztliche Bildungswesen (KWA). 1912 wurde er Mitglied des KWA-Corps Saxonia. Nach Beginn des Ersten Weltkriegs wurde er von der Kaiserlichen Marine einberufen. Nach kurzer Zeit am Marinelazarett in Wilhelmshaven kam er an die Westfront in Flandern. Vom November 1918 bis September 1919 war er wieder an der KWA. Da sie nach dem Ersten Weltkrieg geschlossen werden musste und die KWA-Corps nach Hamburg gingen, betrieb Ahrens seine Promotion an der Universität Hamburg. 1923 gehörte er zu den „Sachsen“, die von Franconia übernommen wurden.
In der Reichsmarine war er Schiffsarzt des Linienschiffs Hessen und des Panzerschiffs Admiral Scheer. 1931 wurde er Marineoberstabsarzt. Die Kriegsmarine beförderte ihn zum Geschwaderarzt (1936) und zum Flottenarzt (1937). Bei Beginn des Überfalls auf Polen wurde er Chefarzt des Marinelazaretts Kiel-Wik. Am 31. Mai 1940 kam er als Leitender Sanitätsoffizier (LSO) zum Admiral Frankreich. Er kehrte im Februar 1941 nach Kiel zurück und übernahm auch die Leitung des Marinelazaretts Kiel-Hassee. Am 1. September 1941 wurde er zum Admiralarzt befördert. Ab August 1942 war er LSO beim Marinegruppenkommando Süd. Im November 1943 kehrte er als Chefarzt des Marinelazaretts Malente nach Schleswig-Holstein zurück. Nach einem Jahr wurde er (vermutlich krankheitshalber) zur Disposition Marineoberkommando Ost gestellt. Mit 53 Jahren beging er Suizid.